# Sillingy
Sillingy [silɛ̃ʒi] est une commune française située dans le département de la Haute-Savoie, en région Auvergne-Rhône-Alpes.

## Géographie

### Situation

#### Localisation
Le village est situé sur un coteau au débouché du passage entre la montagne de la Mandallaz et la montagne d'Âge et surplombe une zone de marais.
La commune compte 18 hameaux en plus du chef-lieu :
- Arzy
- Bornachon
- Bromines
- Chaumontet
- Chez Moutier
- Chez Papet
- Quincy
- La Combe de Sillingy
- La Contamine
- La Petite Balme
- Le Geneva
- Les Maladières
- Lugy
- Seysolaz
- Sous les Clus
- Sublessy
- Sur le Moulin
- Vivelle

#### Climat
Le climat y est de type montagnard.

#### Voies de communication et transports
La commune est située 11 km au nord-ouest d'Annecy. Elle est desservie par :
- la RD 1508, section Annecy - Bellegarde-sur-Valserine ;
- l'autoroute A41, sortie 17 « Annecy-nord » ;
- le TGV ou TER Rhône-Alpes dans la gare d'Annecy 11 km ;
- l'aéroport international de Genève-Cointrin (48 km) et l'aéroport régional d'Annecy (8 km).

## Urbanisme

### Typologie
Au 1er janvier 2024, Sillingy est catégorisée ceinture urbaine, selon la nouvelle grille communale de densité à sept niveaux définie par l'Insee en 2022.
Elle appartient à l'unité urbaine d'Annecy, une agglomération intra-départementale regroupant quatorze  communes, dont elle est une commune de la banlieue,,. Par ailleurs la commune fait partie de l'aire d'attraction d'Annecy, dont elle est une commune de la couronne,. Cette aire, qui regroupe 79 communes, est catégorisée dans les aires de 200 000 à moins de 700 000 habitants,.

### Occupation des sols
L'occupation des sols de la commune, telle qu'elle ressort de la base de données européenne d’occupation biophysique des sols Corine Land Cover (CLC), est marquée par l'importance des territoires agricoles (62,6 % en 2018), en diminution par rapport à 1990 (65,8 %). La répartition détaillée en 2018 est la suivante : 
terres arables (47,1 %), zones urbanisées (17,3 %), forêts (17 %), zones agricoles hétérogènes (10,7 %), prairies (4,9 %), zones industrielles ou commerciales et réseaux de communication (3,1 %).
L'IGN met par ailleurs à disposition un outil en ligne permettant de comparer l’évolution dans le temps de l’occupation des sols de la commune (ou de territoires à des échelles différentes). Plusieurs époques sont accessibles sous forme de cartes ou photos aériennes : la carte de Cassini (XVIIIe siècle), la carte d'état-major (1820-1866) et la période actuelle (1950 à aujourd'hui).

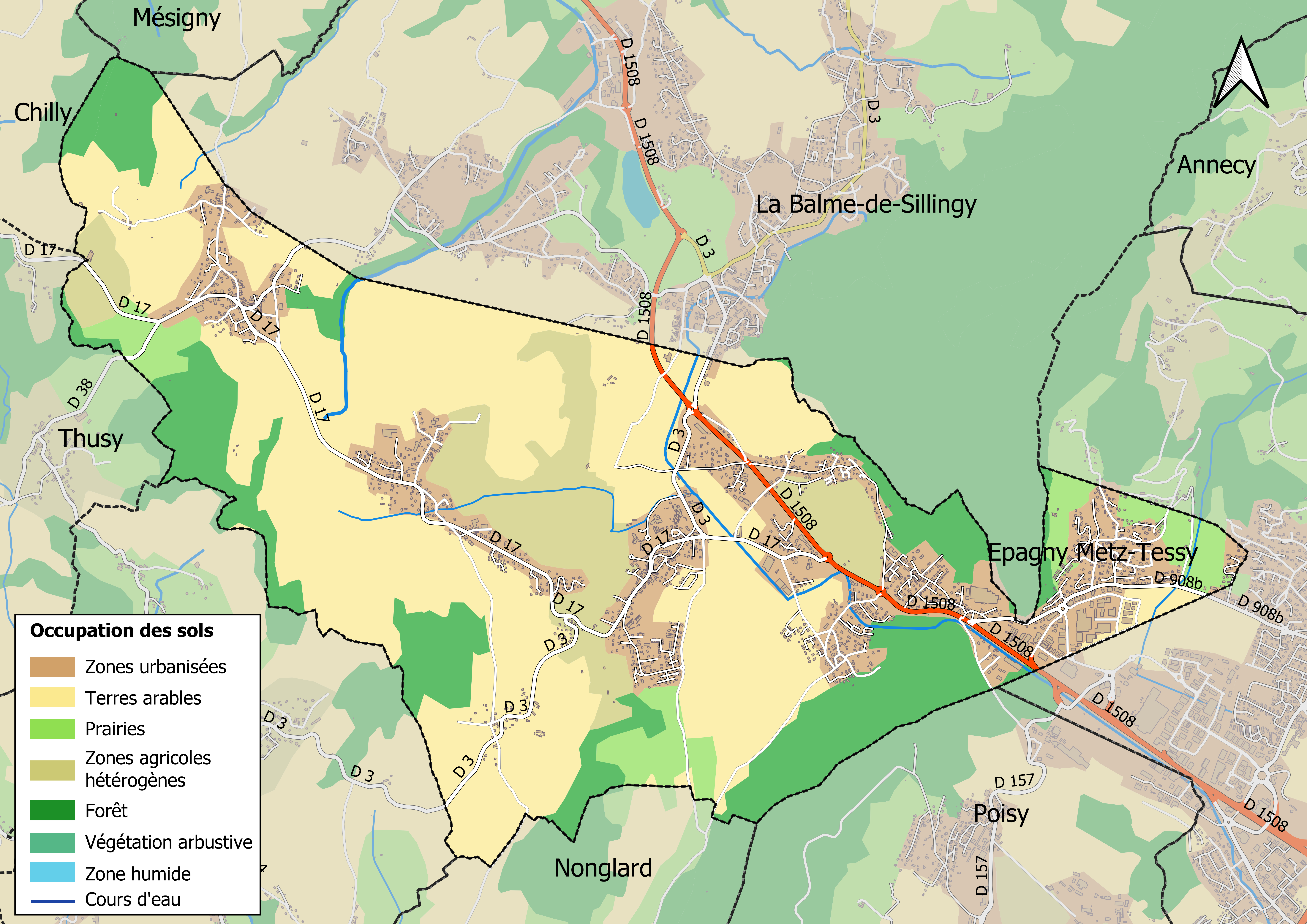
Carte des infrastructures et de l'occupation des sols en 2018 (CLC) de la commune.
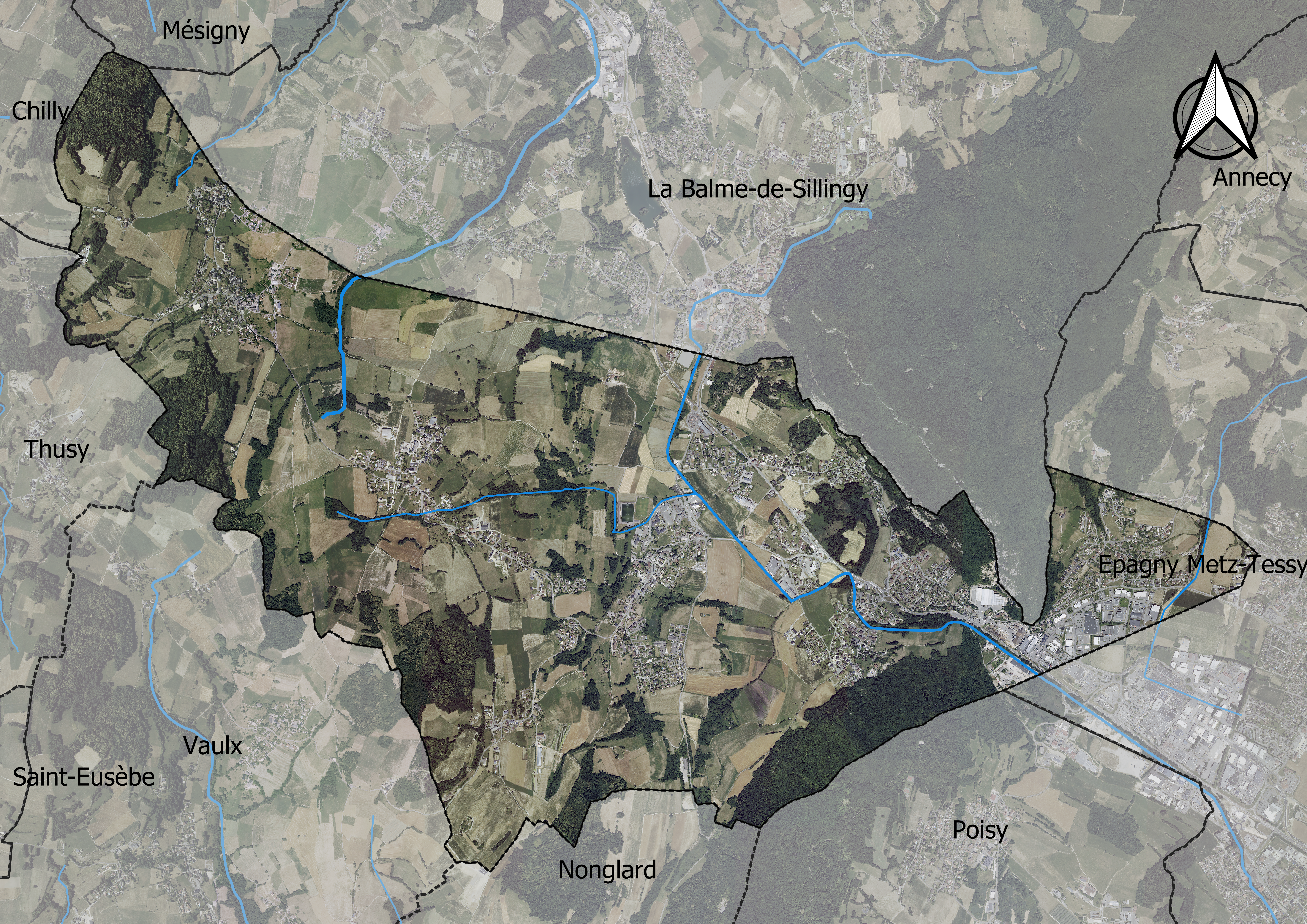
Carte orthophotogrammétrique de la commune.

#### Morphologie urbaine
Le village reste encore à dominante rurale sur la majeure partie de sa surface, mais a une forte tendance à s'urbaniser. La commune fait la liaison entre la vallée des Usses et le bassin annécien.

#### Logement
- Nombre total de logements en 2020 : 2319
- Part des résidences principales en 2020, en % : 93,3
- Part des résidences secondaires (y compris les logements occasionnels) en 2020, en % : 1,7
- Part des logements vacants en 2020, en % : 5,0
- Part des ménages propriétaires de leur résidence principale en 2020, en % : 71,7[7]

#### Projets d'aménagements
- 1890 : Ouverture de la Fruitière de Sillingy, accompagnée de sa porcherie.
- 2019 : Lancement du projet afin d’accueillir un magasin de producteurs au cœur de l’ancienne Fruitière.
- Mars 2021 : La municipalité souhaite faire de ce bâtiment situé route de Clermont, un lieu ouvert aux habitants. C’est pourquoi elle les invite à donner leurs idées sur le devenir de l’annexe jusqu’au 15 mars.
- A compter du 1er mars 2022, le Département va entreprendre des travaux pour la création d'un tronçon d'une voie verte le long de la RD 908b, sur le commune de Sillingy, entre le giratoire situé au niveau de Bricorama et le passage des combes derrière l'American Diner, pour une durée de 4 mois.

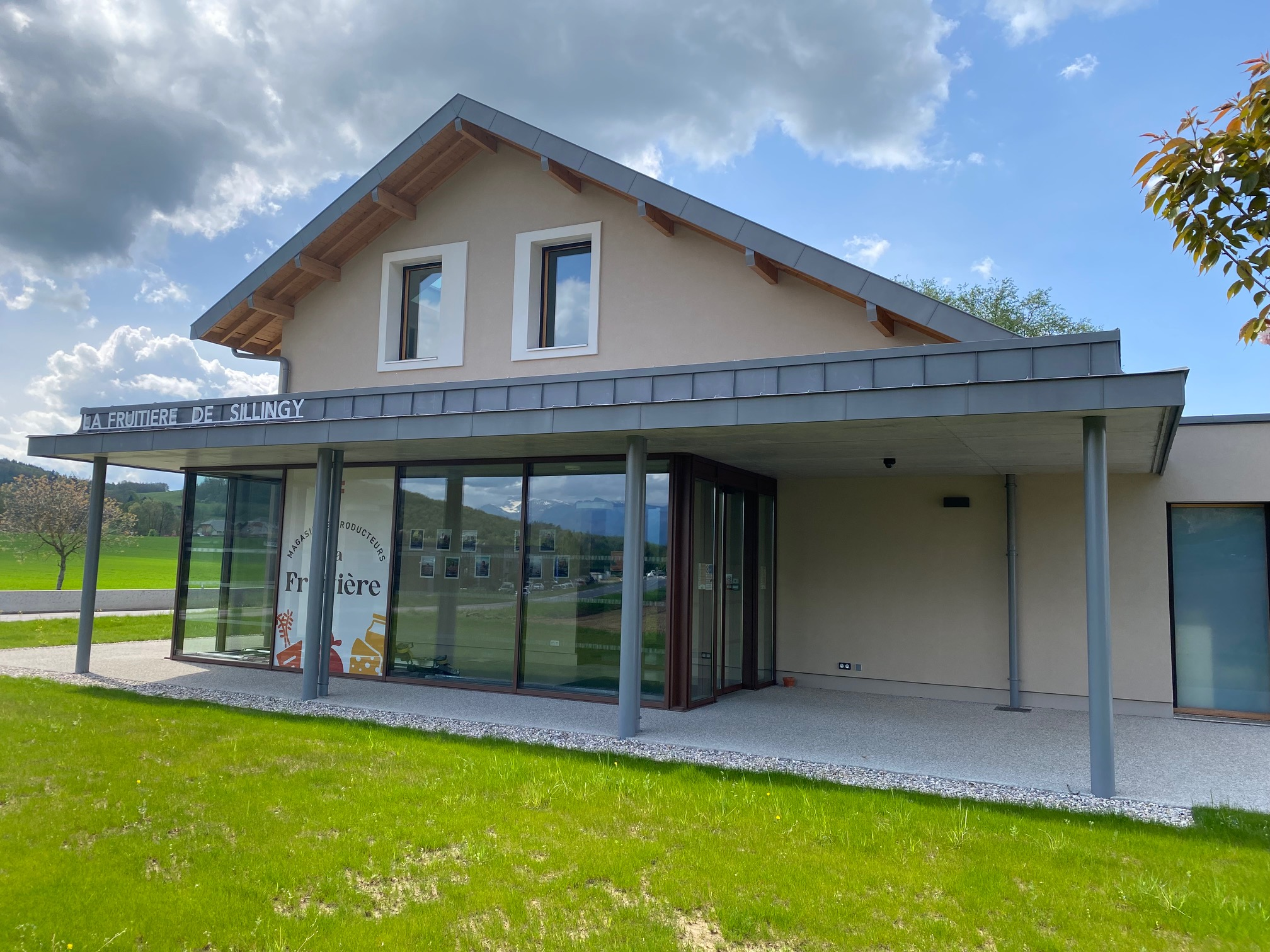
Fruitière et magasin de producteurs de Sillingy

- 2023 : Ouverture de la Fruitière. 133 ans après sa construction, elle reprend son service avec de nouveaux producteurs.

## Toponymie
Le nom de la localité est mentionné sous les formes in villa Silingiaco en 1029-1049, Sillingiacus en 1039, Cilingie en 1231.
Albert Dauzat et à sa suite Ernest Nègre qui ne citent aucune forme ancienne, contrairement à leur habitude, ce qui montre qu’ils n'en connaissent pas, ont tout de même proposé chacun une hypothèse,. Ils se fondent l’un comme l'autre sur la terminaison -y, caractéristique de l'évolution des toponymes en -(i)acum (parfois noté -(i)acus avec la désinence masculine) dans de nombreuses régions aussi bien de langue d’oïl que d’une partie du domaine franco-provençal,, elle est d'ailleurs illustrée par de nombreux noms de lieux locaux : Annecy, Épagny, Tessy, Frangy, Groisy, etc. remontant tous à une formation en -(i)acum.
Le premier part cependant de la forme actuelle du toponyme et se base sur les travaux de Théophile Perrenot pour proposer implicitement un *Silingiacum, dont le premier élément Siling- représenterait le nom d’ homme germanique Silinga, nom ethnique, désignant une personne d'origine vandale, plus précisément sillingue, ceux-ci étant considérés comme une branche de ce peuple. Cette déduction repose sur une forme hypothétique identique aux formes anciennes Silingiaco (ablatif) et Sillingiacus relevées au XIe siècle. Le second imagine une évolution phonétique complexe à partir du nom de personne roman Celinia, d'où *Celiniacum, peu compatible avec la nature des formes anciennes qu'il ne connaissait pas. Il est également possible de citer l’anthroponyme Silinga (attesté selon Dauzat) sous une forme latinisée gallo-romaine *Silingius qui ne semble pas attestée.
Remarque : ce type de formation en -(i)acum, précédé d’un nom de personne ethnique d'origine germanique se retrouve quelquefois, par exemple : Françay (Loir-et-Cher, Franciacum XIIIe siècle) ou encore de manière plus générale avec un anthroponyme germanique de manière assez fréquente, par exemple : Isigny, Brécquigny, etc. Par ailleurs, *Seleniacum, proche phonétiquement de *Celiniacum, a donné Séligné (Deux-Sèvres, Seliniacum vers 1093. Avec la terminaison -é variante occidentale de -y), mais Ernest Nègre, sans l'appui des formes anciennes, pense sans doute pour formuler son hypothèse aux doublets du type Poligny / Poulangy et Soligny / Soulangy qui remontent respectivement à Polemniacum (sur nom de personne Poleminius) et Solemniacum (sur le nom de personne Solemnius).
En francoprovençal, le nom de la commune s'écrit Flyinzhi, selon la graphie de Conflans.

## Histoire

### Période préhistorique
Il y a 60 000 ans, les différences de duretés des roches ont conditionné la création de deux bassins séparés par un rétrécissement : le grand et le petit lac. Remplies d'eau ces cuvettes formaient un gigantesque lac qui s'étendait de Faverges à la Balme-de-Sillingy , à 10 km au nord d'Annecy. Les apports de sediments par les torrents ont comblé les deux extrémités de ce lac préhistorique jusqu'à lui donner ses dimensions actuelles

### Période protohistorique et romaine
Un trésor monétaire romain a été trouvé au XIXe siècle, dont le Musée savoisien de Chambéry aurait acquis 1334 pièces. La plupart disparurent, et en 1992 les chercheurs n'en retrouvaient plus que 490. D'autres fouilles, réalisées en 1851, ont permis de démontrer l'exploitation d'une source avec une eau aux qualités curatives.

### Période médiévale
Ermengarde, épouse du roi Rodolphe III de Bourgogne († 1032), donne à Cluny pour le repos de son époux deux manses situées à Sillingy (in villa Silingiaco).
En 1039, Sigibold et sa femme donnent l'église Sainte-Marie de Sillingy (Sillingiacus), ainsi que divers biens et revenus, à l'ordre de Cluny, qui y établit un prieuré,.
En janvier 1231, le prieuré relève de celui de Saint-Victor de Genève.

### Période contemporaine
Développement au XIXe siècle des bains liés aux sources de Bromine, dit aussi de Bromines.

### Le tremblement de terre de 1996
La commune de Sillingy est située sur une importante faille sismique, la faille du Vuache :
- 15 juillet 1996 à 2 h 13 : séisme de magnitude 5,3 avec un foyer situé à quelques kilomètres sous la commune (intensité VII sur l'échelle MSK), réplique de 3,5 à 7 h 46[22].
- 23 juillet 1996 : au même endroit, réplique de 2,4 (4 h 51) et de 4,3 (6 h 9).
- jusqu'au 11 octobre 1996 : 51 répliques seront ressenties.
- jusqu'au 8 mars 1998 : une centaine de répliques seront ressenties.

## Politique et administration

### Situation administrative
La commune de Sillingy appartient au canton d'Annecy-1, qui compte, selon le redécoupage cantonal de 2014, 9 communes et une fraction de la ville d'Annecy. Avant ce redécoupage, elle appartenait au canton d’Annecy-Nord-Ouest.
Elle fait partie de la communauté de communes de Fier et des Usses (CCFU) qui regroupe six autres communes, La Balme-de-Sillingy, Choisy, Lovagny, Mésigny, Nonglard et Sallenôves. Initialement, les six communes rurales du canton d’Annecy-Nord-Ouest forme en 1992 un EPCI autour du territoire du Fier et des Usses, qui évolue en 2002 en communauté de communes, que la commune de Sallenôves rejoint.
Sillingy relève de l'arrondissement d'Annecy et de la première circonscription de la Haute-Savoie, dont le député est Bernard Accoyer (UMP) depuis les élections de 2012.

### Liste des maires
| Période                                  | Période                         | Identité             | Étiquette | Qualité                                                                          |
| ---------------------------------------- | ------------------------------- | -------------------- | --------- | -------------------------------------------------------------------------------- |
| Les données manquantes sont à compléter. |                                 |                      |           |                                                                                  |
| mars 1971                                | mars 1983                       | Louis Bocquet        | SE        | Banquier                                                                         |
| mars 1983                                | mars 1989                       | Bernard Lepot        | SE        | Responsable informatique à la MSA                                                |
| mars 1989                                | mars 2001                       | Jean-Marie Nantua    |           | Président de la CC Fier et Usses (1992 → 2001)                                   |
| mars 2001                                | mars 2014                       | Ollivier Tocqueville | DVD       | Professeur d'histoire-géographie, maire honoraire                                |
| mars 2014                                | En cours (au 21 septembre 2020) | Yvan Sonnerat        | DVD       | Agriculteur Vice-président de la CC Fier et Usses Réélu pour le mandat 2020-2026 |

### Jumelages
Sillingy a développé des associations de jumelage avec :
- Reconvilier dans le Jura bernois, en Suisse, depuis le 19 juin 1993 ;
- Paularo dans le Frioul-Vénétie Julienne, en Italie, depuis le 6 mai 2000 ;
- Sainte-Hermine, en Vendée depuis 2012.

## Population et société
Ses habitants sont appelés les Sillingiens.

### Démographie
L'évolution du nombre d'habitants est connue à travers les recensements de la population effectués dans la commune depuis 1793. Pour les communes de moins de 10 000 habitants, une enquête de recensement portant sur toute la population est réalisée tous les cinq ans, les populations de référence des années intermédiaires étant quant à elles estimées par interpolation ou extrapolation. Pour la commune, le premier recensement exhaustif entrant dans le cadre du nouveau dispositif a été réalisé en 2008.

En 2022, la commune comptait 5 652 habitants, en évolution de +9,9 % par rapport à 2016 (Haute-Savoie : +6,01 %, France hors Mayotte : +2,11 %).
| 1793 | 1800 | 1806 | 1822 | 1838  | 1848  | 1858  | 1861  | 1866  |
| ---- | ---- | ---- | ---- | ----- | ----- | ----- | ----- | ----- |
| 661  | 626  | 814  | 945  | 1 133 | 1 234 | 1 275 | 1 312 | 1 376 |

| 1872  | 1876  | 1881  | 1886  | 1891  | 1896  | 1901  | 1906  | 1911  |
| ----- | ----- | ----- | ----- | ----- | ----- | ----- | ----- | ----- |
| 1 404 | 1 334 | 1 274 | 1 357 | 1 288 | 1 190 | 1 155 | 1 081 | 1 010 |

| 1921 | 1926 | 1931 | 1936 | 1946 | 1954 | 1962 | 1968  | 1975  |
| ---- | ---- | ---- | ---- | ---- | ---- | ---- | ----- | ----- |
| 867  | 897  | 835  | 856  | 922  | 943  | 980  | 1 082 | 1 343 |

| 1982  | 1990  | 1999  | 2006  | 2008  | 2013  | 2018  | 2022  | - |
| ----- | ----- | ----- | ----- | ----- | ----- | ----- | ----- | - |
| 1 652 | 2 116 | 2 881 | 3 432 | 3 590 | 4 819 | 5 348 | 5 652 | - |

### Enseignement
- École maternelle publique ;
- École élémentaire publique ;
- Collège public La Mandallaz.

### Manifestations culturelles et festivités
Le siège social de Cinébus, association de promotion et de diffusion itinérante de cinéma est basé à Sillingy. Elle y diffuse plusieurs films par mois.

### Santé
Plusieurs professionnels de santé exercent sur la commune de Sillingy (infirmière, Kinésithérapeute, ostéopathe, médecin, psychologue...). Une maison médicale regroupant ses professionnels est actuellement en construction et devrait ouvrir ses portes fin 2024.

### Sports
- Badminton : Badminton Club de la Mandallaz.
- Ball-Trap Club à La Combe de Sillingy.
- Football : Association sportive de Sillingy.

Le nom officiel du club de foot de Sillingy est l'A.S Sillingy (ou A.S.S).
L'équipe amateur évolue actuellement (2022/2023) en première division (D1) du district de Haute-Savoie-Pays-de-Gex

### Médias
- Télévision locale : TV8 Mont-Blanc.

## Économie

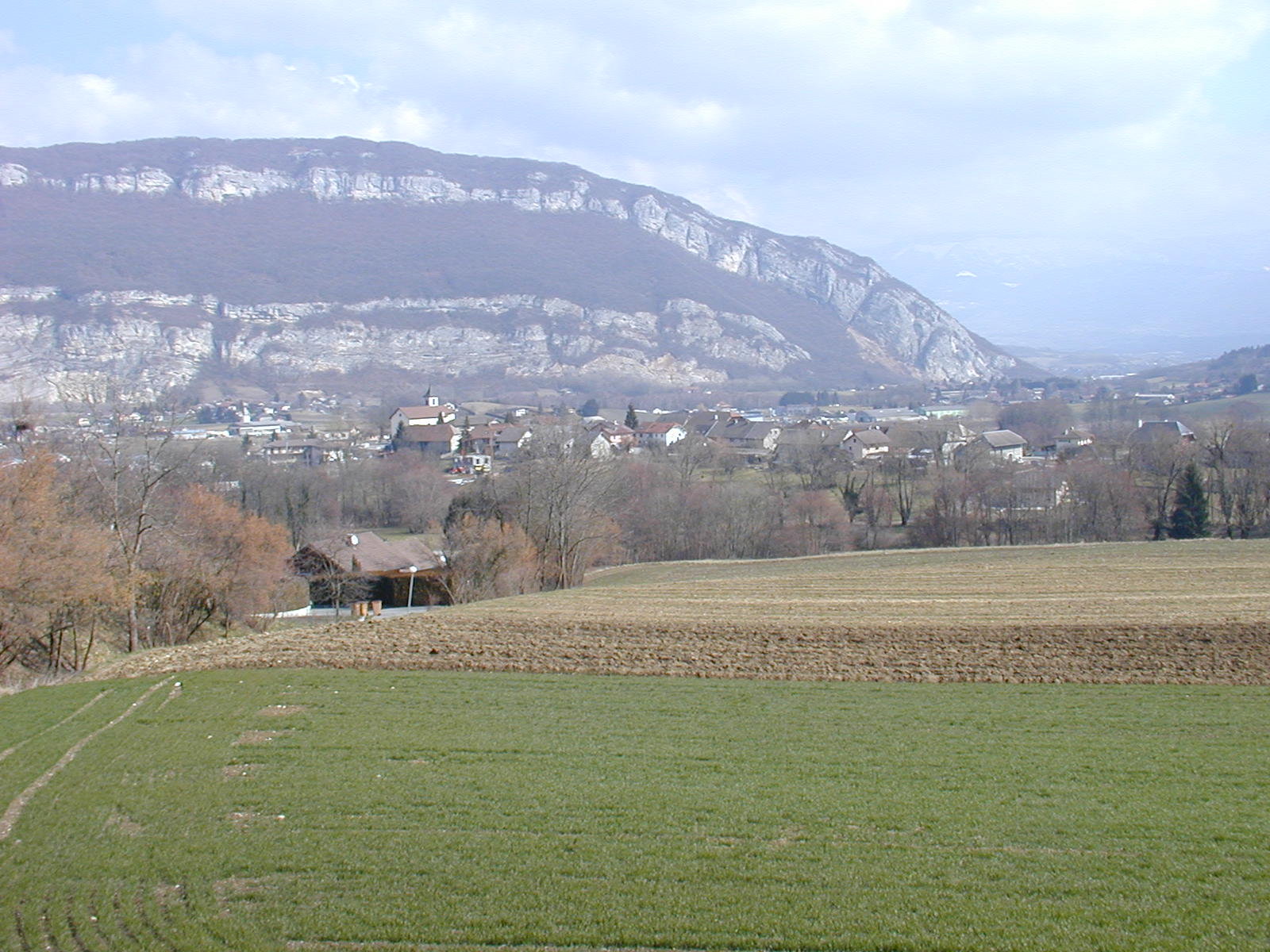
Sillingy vue de Champaille F-74330.

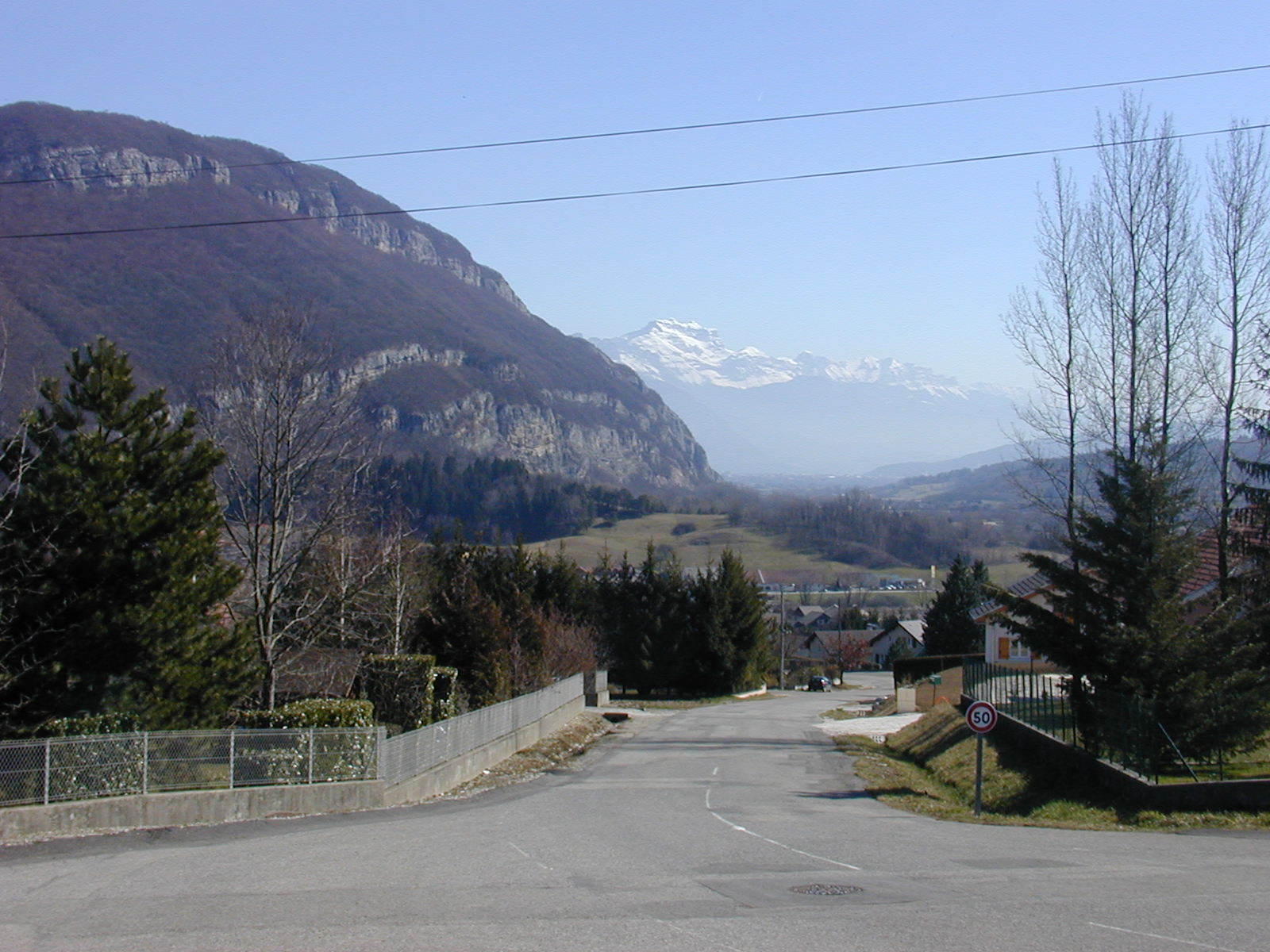
La Mandallaz et la Tournette vues de la Balme de Sillingy. En arrière-plan, le hameau du Geneva, appartenant à Sillingy F-74330.

### Revenus de la population et fiscalité
Nombre de ménages fiscaux en 2021 : 2 151
Part des ménages fiscaux imposés en 2021, en % : 66
Médiane du revenu disponible par unité de consommation en 2021, en euros : 28 530

Taux de pauvreté en 2021, en % : 5

### Emploi
Emploi total (salarié ou non) au lieu de travail en 2020 : 1702
Variation de l'emploi total au lieu de travail : taux annuel moyen entre 2014 et 2020, en % : 0,4
Taux d'activité des 15 à 64 ans en 2020 : 81,8

Taux de chômage des 15 à 64 ans en 2020 : 7,6

### Entreprises de l'agglomération
- Boîte de nuit « Chez Amédée » à Bromines.

### Commerce
Une partie de la commune de Sillingy s'étend vers la vaste zone commerciale d'Épagny et constitue la Zac de Bromines sur laquelle se sont implantés de nombreuses enseignes commerciales (BUT, Bricorama...). Beaucoup de personnes vont travailler dans la ZAC d'Épagny-Bromines et sur le bassin annécien.

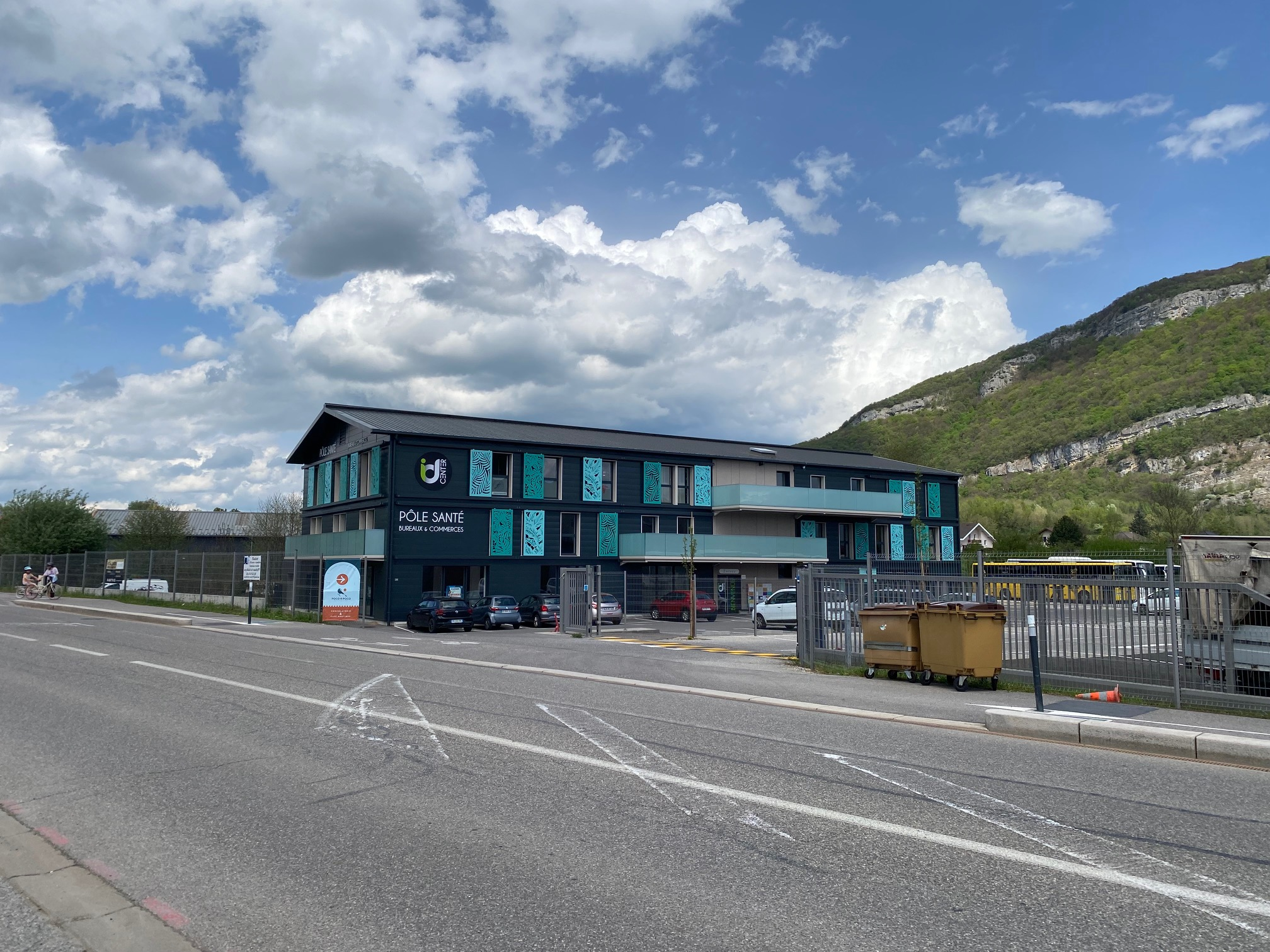
Nouveau pôle multi-activités à Sillingy : Santé - Services et Commerces

Nouveau à Sillingy le bâtiment ID CENTER regroupe un pôle médical de 500 m2, des commerces et bureaux avec un espace détente commun pour tout le bâtiment ainsi que de nouvelles activités. Ce pôle multi-activités inauguré en 2022 à Sillingy combine santé, services et commerces.

## Culture et patrimoine

### Lieux et monuments

#### Monuments religieux
- Église de l'Assomption-de-Marie

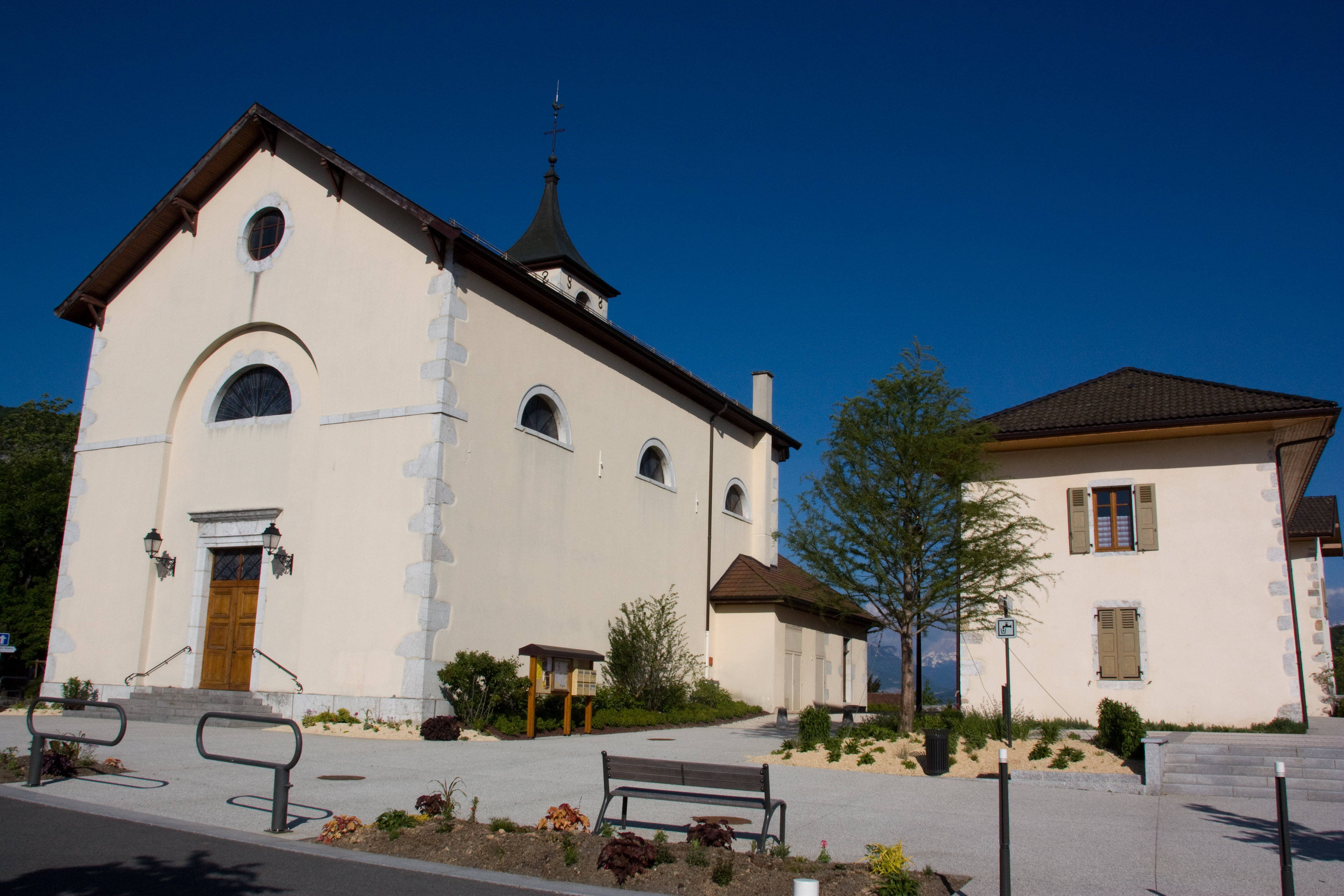
Église de Sillingy.

- Chapelle dédiée à saint Blaise (1581)[36].
- Oratoire Notre-Dame des Gouilles avec une statue de la Vierge, situé au sud du hameau de Chaumontet, restaurée en 1804, qui fait l'objet d'un petit pèlerinage local[37]. Le toponyme gouille désigne une petite mare[38].
- Prieuré de Sillingy (attesté)

### Espaces verts et fleurissement
En 2014, la commune de Sillingy bénéficie du label « ville fleurie » avec « 1 fleur » attribuée par le Conseil national des villes et villages fleuris de France au concours des villes et villages fleuris.

### Patrimoine culturel

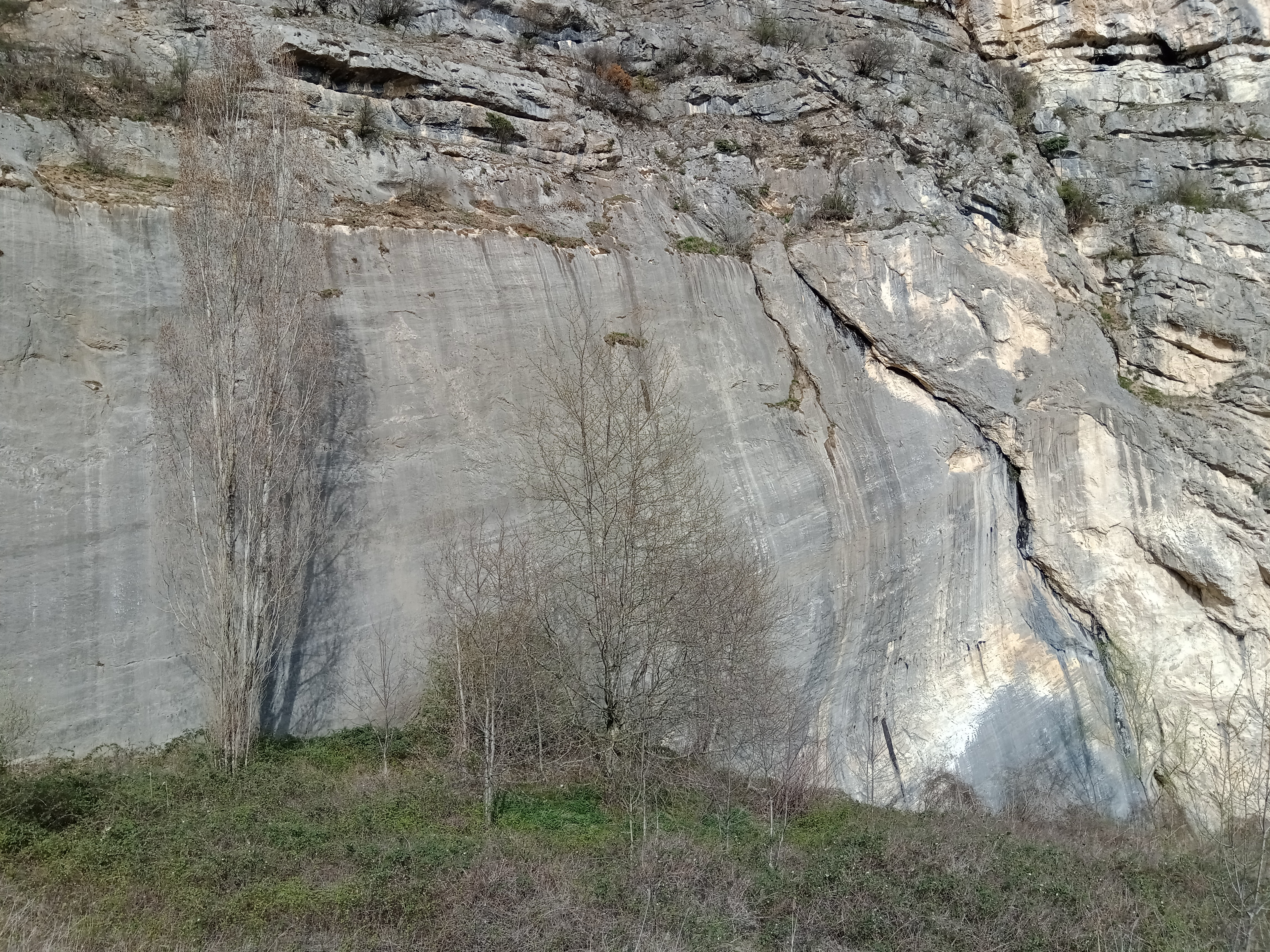
Miroir de faille de Sillingy

Au bout de la montagne de la Mandallaz se trouve la commune de Sillingy. La Mandallaz connue notamment pour son miroir de faille protège des sources d’eau sulfureuse, qui alimentaient les Bains de Bromines.

### Personnalités liées à la commune
- Sillingy est la commune d'origine du poète et chansonnier savoyard Just Songeon, né à la Combe de Sillingy.

### Héraldique
La commune ne porte aucune arme officielle.